# Christopher Wren
Christopher Wren (ur. 20 października 1632 w East Knoyle, zm. 25 lutego 1723 w Hampton Court) – angielski architekt i uczony. Zasłynął dzięki wkładowi w odbudowę Londynu po wielkim pożarze z 1666 r. Wren jest szczególnie znany jako projektant katedry świętego Pawła w Londynie, jednej z nielicznych katedr zbudowanych w Anglii po okresie średniowiecza. Profesor astronomii na Uniwersytecie Oksfordzkim i wcześniej na londyńskim Gresham College, zajmujący się między innymi obserwacjami Saturna.

## Życiorys

### Lata nauki
Christopher Wren był synem Christophera Wrena i Mary Cox. Urodził się w East Knoyle, w Wiltshire, gdzie jego ojciec był duchownym. W 1634 r. ojciec otrzymał stanowisko dziekana Windsoru, zajmowane poprzednio przez brata, Matthew Wrena, który został mianowany biskupem Hereford. Christopher Wren w dzieciństwie poznał księcia Walii, przyszłego króla Karola I.
Rodzina Wrenów z powodu przekonań rojalistycznych miała przejściowe kłopoty podczas niespokojnego okresu, jaki zapanował w czasie angielskiej wojny domowej. Matthew Wren, będący wówczas biskupem Ely, został na 8 lat uwięziony w londyńskiej Tower. Ojciec został zmuszony do opuszczenia Windsoru i ukrycia się w Bristolu. W roku 1643 starsza siostra Christophera wyszła za mąż za matematyka Williama Holdera i cała rodzina Wrenów osiedliła się w miejscowości Bletchingham w Oxfordshire, u Holderów. William Holder stał się nauczycielem Christophera, którego zachęcił do odkrywania astronomii. W wieku 19 lat Christopher Wren został wysłany do Westminster School w Londynie.

### Uczony
Po ukończeniu nauki w Westminster School w 1646 r. Wren nie od razu podjął studia wyższe. Przez trzy lata, kiedy to podejrzewano go o słabe zdrowie, był asystentem doktora Charlesa Scarborough (przyszłego lekarza króla) i uczestniczył w badaniach anatomicznych, a także, już na własny rachunek, zajmował się zagadnieniami matematycznymi dotyczącymi zegara słonecznego, makietą systemu słonecznego, przy czym wykazał się nie tylko wiedzą naukową, ale i zdolnościami artystycznymi.
W latach 1649–1653 Wren studiował w Wadham College w Oxfordzie. Zaznajomił się tam z Johnem Wilkinsem, późniejszym biskupem Chester. Tego samego roku został wybrany „Fellow” (tradycyjny tytuł, od: „prowadzący”) na All Souls College w Oxfordzie. W College’u mieszkał aż do roku 1657.
Kontynuował eksperymenty z dziedziny anatomii, rysował szkice ludzkiego mózgu dla wydanej w 1664 r. Willis’s Cerebri anatome, redagowanej przez Thomasa Willisa. Wykonał pokaz transfuzji krwi między dwoma psami. Wykazał się odkrywczością w dużej liczbie dziedzin.
W roku 1657 został mianowany profesorem astronomii na Uniwersytecie Gresham w Londynie. W roku 1652 rozpoczął obserwacje Saturna z zamiarem wyjaśnienia jego dziwnego wyglądu. Hipotezy na ten temat wyłożył w dokumencie De corpore saturni. W tym samym czasie Christiaan Huygens przedstawił swoją teorię pierścieni Saturna. Wren uznał natychmiast, że ta teoria lepiej wyjaśnia zjawisko, niż jego własna i zrezygnował z publikacji.
Wren uczestniczył w spotkaniach naukowej grupy dyskusyjnej na Uniwersytecie Gresham, która od 1660 roku organizowała formalne, cotygodniowe zebrania. Odgrywał ważną rolę w powstaniu instytucji, która przyjmie później nazwę Royal Society. Wielka różnorodność zainteresowań naukowych Wrena doprowadziła do wymiany idei między uczonymi a konferencje naukowe przybrały formy bardzo podobne do stosowanych następnie w Royal Society. Sprawozdanie z pierwszego formalnego zebrania Royal Society mówi o tym wyraźnie:
„Memorandum 28 listopada 1660. Następujące osoby zebrały się na Uniwersytecie Gresham, zgodnie z obyczajem większości, aby wysłuchać wykładu pana Wrena. Obecni byli: Lord Brouncker, pan Boyle, pan Bruce, Sir Robert Moray, sir Paule Neile, dr Wilkins, dr Goddard, dr Petit, pan Ball, pan Rooke, pan Wren, pan Hill. Po zakończonym wykładzie słuchacze, zgodnie ze zwyczajem, wyszli na dyskusję.”
Wren został więc członkiem założycielem Royal Society, a w latach 1680-1682 był jego przewodniczącym. W 1662 r. owa grupa dystyngowanych gentlemenów otrzymała z rąk króla Karola II Stuarta królewską kartę i w ten sposób zostało założone „Królewskie Towarzystwo Londyńskie na rzecz rozwoju wiedzy naturalnej” (The Royal Society of London for the Promotion of Natural Knowledge).
W roku 1661 Wren został profesorem w Oxfordzie, gdzie objął katedrę astronomii, niemal sto lat po sir Henrym Savile’u. Na tym stanowisku pozostał do 1673 r.
Na ten okres przypada największy wkład Wrena w matematykę. Newton, znany z rzadko udzielanych pochwał, stwierdził w Philosophiae Naturalis Principia Mathematica, że Wren wraz z Johnem Wallisem i Christiaanem Huygensem należą do największych matematyków epoki.

### Architekt

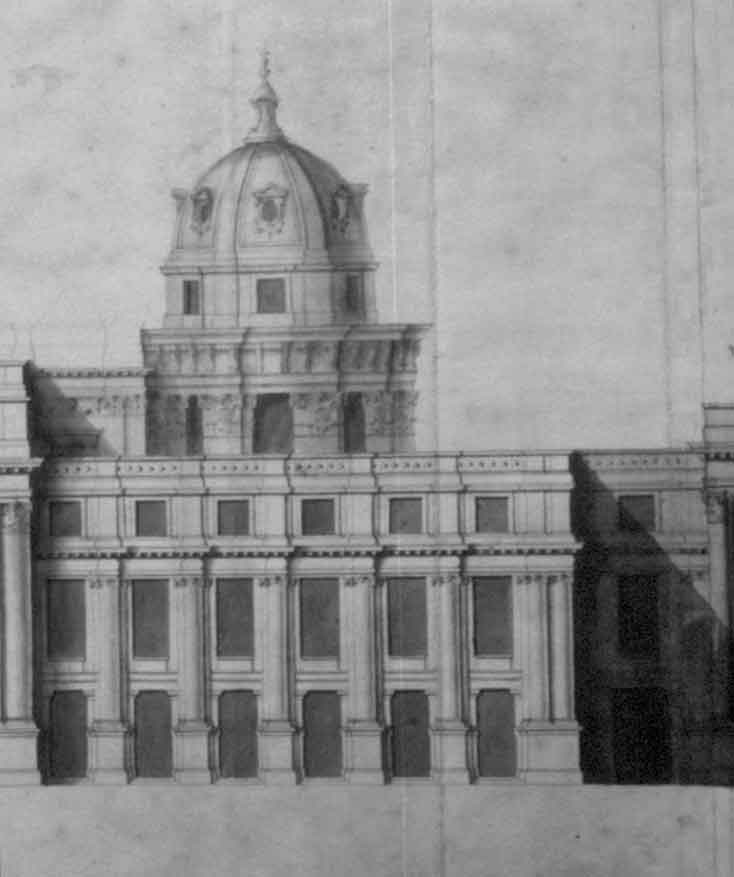
Szkic projektu Pałacu Whitehall w Londynie autorstwa Wrena

Nie ma żadnych pewnych danych na temat źródeł zainteresowania Wrena architekturą, chociaż wiadomo, że w latach 1646-1649 robił badania nad metodą bronienia miast i fortyfikowania portów. Z pewnością w okresie oxfordzkim czytał De Architectura Witruwiusza. W roku 1661 był zaproszony do udziału w pracach nad fortyfikacją portu w Tangerze i – mimo że odrzucił tę ofertę – ciekawe jest stwierdzenie, że był on w tym okresie postrzegany jako osoba zdolna do kierowania tak poważnym projektem architektonicznym.
W roku 1663 Christopher Wren zwiedził Rzym, gdzie szczegółowo przestudiował teatr Marcellusa, badając zarówno ruiny, jak i zachowane rysunki pokazujące oryginalną formę teatru. Ta praca odcisnęła wyraźny ślad na pomysłach architektonicznych Wrena, a wpływ teatru Marcellusa jest wyraźnie widoczny w jego pierwszych realizacjach. Pobyt w Paryżu w roku 1665 (w celu uniknięcia dżumy dziesiątkującej Londyn), także pozostawia rysy w dziełach przyszłego architekta, szczególnie związane z kościołami Sorbony i Inwalidów.
W 1663, na zlecenie wuja, będącego wtedy biskupem Ely, Wren zbudował kaplicę uniwersytecką Pembroke w Cambridge. Tego samego roku przedstawił Royal Society propozycję budowy Sheldonian Theatre w Oxfordzie. Budowa ruszyła w 1664 r. i była pierwszym jego dziełem zwieńczonym kopułą. Kolejna praca to – w 1668 roku – kaplica Emmanuel College w Cambridge i Garden Quadrangle przy Trinity College.

### Odbudowa Londynu
W roku 1666, wraz z rekonstrukcją Londynu po wielkim pożarze, został mianowany „Komisarzem na rzecz Odbudowy Miasta Londyn” (Commissioner for Rebuilding the City of London). Tego samego roku przystąpił z pomocą trzech mierniczych (jednym z nich był Robert Hooke) do dokumentacji strefy zniszczonej przez pożar. Wren narysował nowy plan całego miasta, przewidując szerokie aleje promieniście wychodzące z głównego placu, jednak właściciele gruntów nie dopuścili do realizacji tego zamierzenia. Wren kierował odbudową 51 kościołów. Pomimo obciążenia tyloma obowiązkami, pozostał profesorem tytularnym katedry astronomii w Oxfordzie.
W roku 1669 Wren został mianowany Inspektorem Katedry św. Pawła (Surveyor of St Paul’s Cathedral). Zajmował się już w 1663 r. rekonstrukcją dawnej katedry, tak więc odkąd otrzymał tytuł Głównego Inspektora Dzieł Królewskich (Surveyor-General of the King’s Works) kolejna nominacja była logicznym uzupełnieniem poprzedniej. Taka pozycja pozwalała mu również pomyśleć o zawarciu małżeństwa, poślubił więc Faith Coghill. Wspólne życie trwało tylko sześć lat, żona umarła bowiem we wrześniu 1675 r., niedługo po urodzeniu drugiego dziecka. W roku 1677 Wren ożenił się ponownie, z Jane Fitzwilliam, która umarła na gruźlicę w roku 1679, po urodzeniu dwójki dzieci.

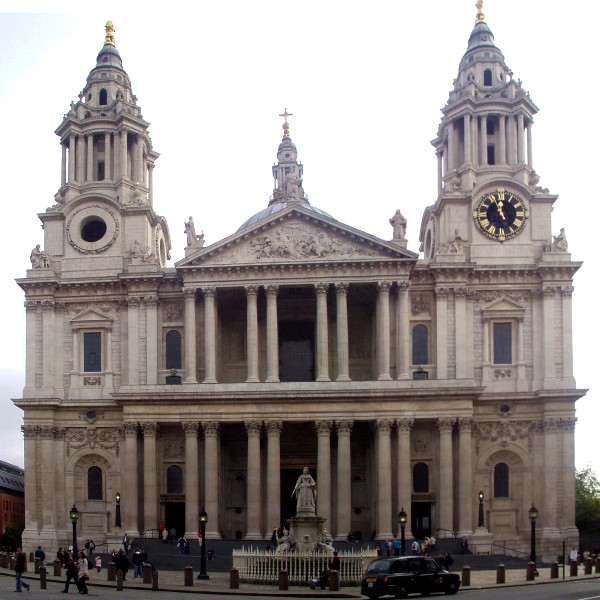
Fasada katedry św. Pawła w Londynie

Współcześnie Christopher Wren jest znany głównie z budowy katedry św. Pawła w Londynie. W roku 1666, krótko przed pożarem, który szczególnie zniszczył katedrę, otrzymał zlecenie przestudiowania kwestii zastąpienia tej budowli inną, ze względu na bardzo zły stan techniczny. Pierwszy projekt został przez Radę Londynu (London City Council) odrzucony, ponieważ uważano, że brakowało mu monumentalności. Wren przedstawił więc w roku 1674 drugi projekt wraz z makietą (obecnie przechowywaną w muzeum w South Kensington). Projekt ten został odrzucony przez kler, który uważał, że zbyt widoczne są tu wpływy architektury starożytnej Grecji, co jest niestosowne dla chrześcijańskiej świątyni. Pomimo dramatów wstrząsających w tym czasie jego życiem osobistym, Wren wykonał trzeci projekt, oparty na planie krzyża łacińskiego i zwieńczony wielką kopułą. Na tym właśnie projekcie oparta jest obecna konstrukcja katedry, jednak Wren nie był zadowolony ze swojego pierwotnego pomysłu i uzyskał od króla zezwolenie na jego modyfikację, co czynił przez następne 35 lat trwania prac budowlanych. Miał 43 lata gdy rozpoczęła się budowa i nie spodziewał się, że doczeka jej zakończenia, ale długowieczność (zmarł w wieku 90 lat) pozwoliła na to, by dzieło zostało ukończone na 12 lat przed jego śmiercią.
W roku 1675 otrzymał od króla Karola II zadanie wybudowania Królewskiego Obserwatorium w Greenwich dla Johna Flamsteeda mianowanego Królewskim Astronomem Anglii. Ponieważ w skarbcu królewskim nie było w owym czasie funduszy, poproszono Wrena o wykazanie się podejściem ekonomicznym. Zamiast więc służyć obserwacjom astronomicznym, ośrodek został przeznaczony do badań nad problematyką wyliczania długości geograficznej, a rozwiązanie tego problemu pozwalało Anglii na uzyskiwanie poważnych korzyści w podbojach morskich.
Christopher Wren przeziębił się i zmarł w roku 1723. 5 marca został pochowany w katedrze św. Pawła, w południowym skrzydle. Wewnątrz katedry znajduje się poświęcona mu inskrypcja: „Lector, si monumentum requiris, circumspice” („Czytelniku, jeśli szukasz pomnika, rozejrzyj się wokół”). Christopher Wren otrzymał w 1673 roku tytuł szlachecki i był członkiem parlamentu w latach 1685-1688 i 1702 – 1705.

## Główne dzieła

### Kaplice
- Kaplica uniwersytecka Pembroke (Cambridge)
- Kaplica uniwersytecka Emmanuel (Cambridge)
- Kaplica katolicka pałacu Whitehall

### Kościoły
(Nadal istniejące)
- kościół Saint Andrew by the Wardrobe, Londyn
- kościół Saint Andrew, Holborn, Londyn
- kościół Saint Anne and St Agnes, Gresham Street, Londyn
- kościół Saint Benet Fink, Threadneedle Street, Londyn
- kościół Saint Benet Paul’s Wharf, Queen Victoria Street, Londyn
- kościół Saint Bride, Fleet Street, Londyn
- kościół Saint Clement Danes, Strand, Westminster
- kościół Saint Clement Eastcheap, Londyn
- kościół Saint Dunstan in the East, Londyn
- kościół Saint Edmund the King, Lombard Street, Londyn
- kościół Saint James Garlickhythe, Garlick Hill, Londyn
- kościół Saint James’s Piccadilly, Westminster
- kościół Saint Lawrence Jewry, Londyn
- kościół Saint Magnus Martyr, Lower Thames Street, Londyn
- kościół Saint Margaret Pattens, Londyn
- kościół Saint Margaret, Lothbury, Londyn
- kościół Saint Martin Ludgate, Londyn
- kościół Saint Mary Abchurch, Londyn
- kościół Saint Mary Aldermanbury, Londyn
- kościół Saint Mary-at-Hill, Thames Street, Londyn
- kościół Saint Mary-le-Bow, Cheapside, Londyn
- kościół Saint Michael Paternoster Royal, College Hill, Londyn
- kościół Saint Michael, Cornhill, Londyn
- klasztor Saint Nicholas Cole, Londyn
- Katedra św. Pawła w Londynie
- kościół Saint Peter upon Cornhill, Cornhill, Londyn
- kościół Saint Stephen Walbrook, Londyn
- kościół Saint Vedast alias Foster, Foster Lane, Londyn
- kościół Ingestre, Staffordshire

### Pałace, apartamenty, biura rządowe, pomniki itp.
- Pałac Winchesterski, Winchester
- Apartamenty Królowej i ogród tarasowy, Whitehall Palace
- Modernizacja Pałacu w Hampton Court
- Rekonstrukcja Pałacu Kensington
- Court House, Windsor
- The Custom House, Londyn
- The Navy Office, Seething Lane, Londyn
- Guard House, Zamek w Windsorze
- Monument to the Great Fire of London, Fish Street Hill, Londyn

### Szpitale
- Królewski Szpital w Chelsea
- Szpital w Greenwich, czyli Królewski Szpital Marynarki

### Budynki uniwersyteckie i naukowe
- Eton College, Buckinghamshire
- Szkoła Christ’s Hospital, Londyn
- Szkoła St John Moore, Appleby, Leicestershire
- Uniwersytet William and Mary, Williamsburg, Wirginia, Stany Zjednoczone
- Garden Quadrangle, Trinity College, Oxford
- Budynek Williamson w Queen’s College, Oxford
- Biblioteka katedry w Lincoln, Lincoln
- Biblioteka Trinity College, Cambridge
- Królewskie Obserwatorium Astronomiczne w Greenwich, Greenwich

### Teatry
- Sheldonian Theatre, używany podczas ceremonii uniwersyteckich w Oxfordzie
- Theatre Royal przy Drury Lane, Londyn